# مارك هاليداي
مارك هاليداي (بالإنجليزية: Mark Halliday)‏ هو شاعر أمريكي، ولد في 1949.